# Sasago-Tunnel
Der Sasago-Tunnel (jap. 笹子トンネル, Sasago tonneru) ist ein Straßentunnel der mautpflichtigen Chūō-Autobahn in Japan. Er verbindet die Städte Ōtsuki (Ortsteil Sasago-machi) und Kōshū (Ortsteil Yamato-chō) in der Präfektur Yamanashi.
Der 4784 bzw. 4717 m, je nach Röhre, lange Tunnel befindet sich etwa 80 km westlich von Tokio, besteht aus zwei Röhren und wurde 1977 eröffnet.

## Einsturz
Am 2. Dezember 2012 ereignete sich ein Einsturz von 150 Deckenplatten je 1,2 Tonnen auf 50 bis 60 m Länge. Dabei es kam auch zu einem Brand. Es gab fünf Tote und sieben Vermisste.